# Малошиште
Малошиште је насеље у Србији у општини Дољевац у Нишавском округу. Према попису из 2022. било је 2467 становника (према попису из 1991. било је 3025 становника).
Према турском попису нахије Ниш из 1516. године, место је било једно од 111 села нахије и носило је исти назив као данас, а имало је 80 кућа, 7 удовичка домаћинства, 22 самачка домаћинства.

## Демографија
У насељу Малошиште живи 2392 пунолетна становника, а просечна старост становништва износи 44,9 година (43,8 код мушкараца и 46,0 код жена). У насељу има 710 домаћинстава, а просечан број чланова по домаћинству је 3,47.
Ово насеље је великим делом насељено Србима (према попису из 2002. године), а у последња три пописа, примећен је пад у броју становника.
|  |

| Демографија | Демографија | Демографија |
| Година      | Становника  | Становника  |
| ----------- | ----------- | ----------- |
| 1948.       | 2.542       |             |
| 1953.       | 2.680       |             |
| 1961.       | 2.818       |             |
| 1971.       | 3.071       |             |
| 1981.       | 3.085       |             |
| 1991.       | 3.025       | 3.002       |
| 2002.       | 2.933       | 2.971       |
| 2011.       | 2.835       |             |
| 2022.       | 2.467       |             |

| Етнички састав према попису из 2002.‍ | Етнички састав према попису из 2002.‍ | Етнички састав према попису из 2002.‍ | Етнички састав према попису из 2002.‍ | Етнички састав према попису из 2002.‍ |
| ------------------------------------ | ------------------------------------ | ------------------------------------ | ------------------------------------ | ------------------------------------ |
|                                      |                                      |                                      |                                      |                                      |
| Срби                                 | Срби                                 |                                      | 2.830                                | 96,48%                               |
| Роми                                 | Роми                                 |                                      | 79                                   | 2,69%                                |
| Македонци                            | Македонци                            |                                      | 4                                    | 0,13%                                |
| Хрвати                               | Хрвати                               |                                      | 2                                    | 0,06%                                |
| Црногорци                            | Црногорци                            |                                      | 1                                    | 0,03%                                |
| Руси                                 | Руси                                 |                                      | 1                                    | 0,03%                                |
| Мађари                               | Мађари                               |                                      | 1                                    | 0,03%                                |
| непознато                            | непознато                            |                                      | 15                                   | 0,51%                                |

| Година пописа     | 1948. | 1953. | 1961. | 1971. | 1981. | 1991. | 2002. |
| ----------------- | ----- | ----- | ----- | ----- | ----- | ----- | ----- |
| Број домаћинстава | 370   | 437   | 588   | 740   | 800   | 794   | 798   |

| Број чланова      | 1  | 2   | 3   | 4   | 5  | 6  | 7  | 8 | 9 | 10 и више | Просек |
| ----------------- | -- | --- | --- | --- | -- | -- | -- | - | - | --------- | ------ |
| Број домаћинстава | 72 | 192 | 139 | 150 | 97 | 97 | 33 | 8 | 6 | 4         | 3,68   |

| Пол    | Укупно | Неожењен/Неудата | Ожењен/Удата | Удовац/Удовица | Разведен/Разведена | Непознато |
| ------ | ------ | ---------------- | ------------ | -------------- | ------------------ | --------- |
| Мушки  | 1.229  | 246              | 894          | 68             | 17                 | 4         |
| Женски | 1.241  | 143              | 902          | 166            | 26                 | 4         |
| УКУПНО | 2.470  | 389              | 1.796        | 234            | 43                 | 8         |

| Пол    | Укупно                    | Пољопривреда, лов и шумарство | Рибарство                            | Вађење руде и камена | Прерађивачка индустрија       |
| ------ | ------------------------- | ----------------------------- | ------------------------------------ | -------------------- | ----------------------------- |
| Мушки  | 538                       | 5                             | 0                                    | 2                    | 222                           |
| Женски | 182                       | 8                             | 0                                    | 1                    | 58                            |
| УКУПНО | 720                       | 13                            | 0                                    | 3                    | 280                           |
| Пол    | Производња и снабдевање   | Грађевинарство                | Трговина                             | Хотели и ресторани   | Саобраћај, складиштење и везе |
| Мушки  | 41                        | 69                            | 44                                   | 6                    | 50                            |
| Женски | 2                         | 3                             | 34                                   | 6                    | 8                             |
| УКУПНО | 43                        | 72                            | 78                                   | 12                   | 58                            |
| Пол    | Финансијско посредовање   | Некретнине                    | Државна управа и одбрана             | Образовање           | Здравствени и социјални рад   |
| Мушки  | 0                         | 15                            | 38                                   | 7                    | 11                            |
| Женски | 1                         | 4                             | 6                                    | 10                   | 34                            |
| УКУПНО | 1                         | 19                            | 44                                   | 17                   | 45                            |
| Пол    | Остале услужне активности | Приватна домаћинства          | Екстериторијалне организације и тела | Непознато            | Непознато                     |
| Мушки  | 20                        | 0                             | 0                                    | 8                    | 8                             |
| Женски | 6                         | 0                             | 0                                    | 1                    | 1                             |
| УКУПНО | 26                        | 0                             | 0                                    | 9                    | 9                             |

## Споменици културе
- Црква Светог Илије - сам датум подизања црквице на локалном гробљу у Малошишту која је посвећена Светом Илији не постоји, барем за сада. Писани трагови и све приче о настанку цркве спадају у предања и легенде. Црква слави сабор Светог Илије 2. августа.[5]
- Споменик палим борцима у Првом и Другом светском рату - у самом центру села, налази се споменик који је посвећен палим борцима у ослбодилачким ратовима у Првом светском рату (1912 - 1918 година) као и у Народноослободилачкој борби у Другом светском рату (1941 - 1945 године). На самом споменику са централне стране налазе се мермерне плоче са исписаним именима и презименима особа које су своје животе дале. Споменику ће у наредном периоду бити потребна обнова како би се сачувао за будуће генерације.

## Галерија
- Споменик палим борцима НОБ-а